# نورما خوري
نورما خوري هو اسم الشهرة للكاتبة نورما باجين طوليوبولس. ولدت نورما باجين في الأردن عام 1970, وهي مؤلفة الكتاب المسمى الشرف الضائع في أمريكا والحب المحرم في أستراليا والكومنولث، ونشرته راندوم هاوس عام 2003.
يزعم هذا الكتاب والذي أصبح الأكثر مبيعاً بأنه يسرد جريمة شرف لصديقتها المقرية بالأردن، وتم اكتشاف أنه خدعة أدبية عام 2004.

## حياتها المبكرة
ولدت خورى في الأردن عام 1970, وانتقلت مع أهلها عام 1973 إلى شيكاجو بالولايات المتحدة والتحقت بالمدرسة الكاثولوكية في جنوب شيكاجو. وفي عام 1993, تزوجت من جون طوليوبولس والد طفليها زوي وكريستوفر. وفي حوالى عام 2001, انتقل كل من خورى وطوليوبولس وأطفالهم إلى أستراليا، حيث نشرت هناك قصة واقعية بخصوص مقتل صديقتها المقربة بالأردن في جريمة شرف.وعادت إلى الولايات المتحدة بعد نشر خدعتها الأدبية والتي تصدرت عناوين الأخبار.وكانت موضوع الفيلم المشاد بيه عام 2007 الكذب المحرم.

## خدعة الحب المحرم
وفي 24 يوليو 2004, كشف مالكوم نوكس وهو محرراً أدبياً بجريدة سيدني مورنينغ هيرالد أن خورى لم تكن تعش بالأردن في الفترة ما بين (993-1995) وهذه الفترة هي الإطار الزمنى للحب المحرم. ولكنها كانت تعيش بشيكاجو مع زوجها جون طوليوبولس وطفليها.فهى لم تعش في الأردن منذ طفولته المبكرة فيما عدا إقامة لمدة ثلاثة أسابيع، وعلى أغلب الظن هذه هي الفترة التي بحثت فيها عن خلفية كتابها.وعلاةً على ذلك، كشف نوكس مزيداً من الاتهامات الموجهة إلى خورى حيث أنها غادرت الولايات المتحدة أثناء استجوابها بخصوص الاحتيال على جار مسن.
أصبحت الأمور أكثر تعقيداً بالنسبة لراندوم هاوس باستراليا لأن خورى كانت مدعومة تحت فئة الترشيح للمواهب المتميزة عام 2002.وفي 28 يوليو 2004, صرح قسم الهجرة وشئون التعدد الثقافى الاسترالى بأن خورى تم تبرئتها من انتهاك قوانين تأشيرة البقاء ومع ذلك فإن خورى قد غادرت البلد بناءاً على رغبتها الشخصية.وأعلنت خورى بأنها سوف تتعاون مع جميع الطلبات لتقديم المستندات كما قالت بأنها تستعد لنشر كتابها المقبل مسألة الشرف في نوفمبر 2004. وستقوم راندوم هاوس بنشره.
وعلى الرغم من ذلك، في 18 أغسطس 2004, اعترفت خورى علناً بأنها أخذت «رخصة أدبية» للكتاب وادعت أنها لم تتلق أية دفع أو أتعاب أدبية مقابل كتابها.